# Le Fantôme de Barbe-Noire
Pour plus de détails, voir Fiche technique et Distribution.
Le Fantôme de Barbe-Noire (Blackbeard's Ghost) est un film américain réalisé par Robert Stevenson, adapté d'un roman de Ben Stahl, sorti en 1968.
Le film suit Steve Walker, entraîneur d'athlétisme fraîchement débarqué dans une petite ville côtière, qui achète une vieille bassinoire lors d'une vente aux enchères. En y découvrant un parchemin marqué d'une formule magique qu'il récite par jeu, il invoque le fantôme du célèbre pirate Barbe-Noire.

## Synopsis
Steve Walker, jeune entraineur d'athlétisme, fait route vers Godolphin, une petite ville côtière de la Nouvelle-Angleterre, afin de reprendre en main la préparation de l'équipe du collège local. En chemin, il s'arrête dans une station-service et rencontre Gudger Larkin, un des membres de l'équipe, qui l'accompagne jusqu'à l'auberge de Barbe-Noire où Walker a réservé une chambre. Cette auberge est tenue par des vieilles dames, "les filles des boucaniers", toutes descendantes des marins du célèbre pirate Barbe-Noire, mort deux siècles plus tôt.
Arrivé sur place, Walker fait la connaissance du directeur du collège, Mr.Wheaton, qui lui offre un accueil glacial en affirmant que les piètres résultats de l'équipe d'athlétisme l'ont presque poussé à abandonner cette discipline, qu'il n'a finalement conservée que par pure tradition. Peu après, Walker rencontre le professeur Baker, la présidente du comité de bienvenue, lors d'une vente aux enchères destinée à récolter des fonds afin d'aider les "filles des boucaniers" à sauver leur auberge qui est hypothéquée. Elles ont en effet besoin de 38 000 dollars pour payer la banque, faute de quoi, leur demeure deviendra la propriété d'un certain Silky Seymour, un gangster du coin, qui projette de construire un casino à la place. Visiblement très désireux de s'approprier le terrain sur lequel se trouve l'auberge, Seymour n'hésite pas à faire intervenir ses hommes de main pour qu'ils intimident et dissuadent les touristes d'acheter les biens proposés. Une démarche qui n'empêche pas Walker, qui participe à la vente, de faire l'acquisition d'une vieille bassinoire ayant appartenue à la dixième femme de Barbe-Noire, la sorcière Aldetha.
Plus tard, alors qu'il gagne enfin sa chambre, Walker brise involontairement le manche de la bassinoire et découvre un vieux cahier à l'intérieur. Il s'agit du testament d'Aldetha, dans lequel sont consignés quelques vieux sortilèges. Tandis qu'il lit une formule au hasard, le jeune entraineur invoque sans le vouloir le fantôme du défunt pirate Barbe-Noire, qui se retrouve bientôt face à lui. Peu enclin à croire à ce genre de phénomène surnaturel, Walker pense d'abord être victime d'une hallucination mais finit par se rendre à l'évidence...le fantôme est bien réel. Barbe-Noire lui confie alors qu'il est l'objet d'une malédiction jetée par son ex-épouse, le condamnant à errer dans les limbes, c'est-à-dire entre le monde des vivants et l'au-delà. Il précise également à Walker qu'il est l'unique mortel capable de le voir, lui parler et l'entendre.
Commence alors une cohabitation mouvementée. La présence de Barbe-Noire ne tarde pas à avoir des effets catastrophiques sur le quotidien de l'entraineur. Ce dernier, étant le seul à pouvoir interagir avec le spectre, s'attire la méfiance de son entourage, qui le croit fou, à commencer par le directeur Wheaton et le professeur Baker, sans parler de l'entraineur de l'équipe de football, monsieur Purvis.
Walker tente de préparer comme il le peut ses "poulains" pour la grande compétition annuelle qui se tiendra au collège de Broxton mais il comprend vite que les chances de voir ses athlètes triompher sont pour ainsi dire inexistantes. Il cherche aussi un moyen de se débarrasser du fantôme de Barbe-Noire, qui lui a déjà attiré des nombreux ennuis (dont un bref séjour en prison). Pour cela, il encourage le pirate à réaliser une bonne action, seule condition requise pour qu'il se libère de la malédiction qui pèse sur lui. Barbe-Noire propose alors à Walker d'aider ses jeunes athlètes à remporter la compétition, car en pariant sur la victoire de son équipe, les "filles des boucaniers" gagneraient une fortune, leur permettant ainsi de rembourser leurs dettes. Une perspective que l'entraineur rejette catégoriquement car ce serait un acte de fraude éhonté. Mais Barbe-Noire, bien déterminé à aller au bout de son plan, décide d'agir malgré tout. Pendant que le professeur Baker et Walker dînent ensemble dans un restaurant dont le propriétaire n'est autre que Silky Seymour, il dérobe une somme d'argent conséquente, 900 dollars, dans le sac du professeur et s'arrange pour faire enregistrer son pari dans une arrière-salle de l'établissement, réservée aux joueurs et aux habitués. Avec une cote de 50 contre 1, le montant total des gains s'élèverait à 45 000 dollars en cas de victoire de Godolphin, ce qui serait bien suffisant pour éviter aux "filles des boucaniers" d'être expulsées de leur auberge.
Quelques minutes avant le début des épreuves, Walker reçoit la visite du professeur Baker, qui lui montre le reçu du pari qu'elle a trouvé dans son sac en lieu et place des 900 dollars. Si elle ne l'accuse pas directement, le professeur semble pourtant soupçonner Walker de s'être emparé de l'argent, qui appartient en réalité aux "filles des boucaniers" (il s'agit en fait des bénéfices réalisés lors de la fameuse vente aux enchères). Mais l'entraineur se défend d'avoir fait une telle chose et ne tarde pas à comprendre que l'auteur du larcin n'est autre que Barbe-Noire, une explication peu convaincante aux yeux du professeur, qui ne croit pas à l'existence d'un fantôme de pirate. Quelques instants plus tard, Barbe-Noire s'explique avec Walker. Le flibustier réaffirme sa volonté d'aider les athlètes de Godolphin, une chose que lui interdit définitivement Walker, qui préfère encore perdre loyalement que gagner en trichant.
Alors que les premières épreuves sont déjà terminées, les résultats obtenus par Godolphin sont désastreux. Niché au dessus d'un stand, Barbe-Noire observe ses "arrière-petites-petites-petites-petites filles" assises dans les tribunes et, dans un élan de générosité, il décide d'intervenir malgré l'interdiction de Walker. Très vite, grâce à son soutien, l'équipe de Godolphin commence à remporter quelques épreuves et rattrape peu à peu son retard au classement. Lorsqu'il découvre la supercherie, Walker est furieux. Il tente de s'opposer aux tricheries de Barbe-Noire, mais se heurte à l'incompréhension des juges, qui ne peuvent pas voir le fantôme et ne comprennent donc pas ses motifs de plainte. À bout de nerfs, l'entraineur adresse une critique acerbe au pirate, qui justifie ses actes par sa volonté de réaliser une bonne action en aidant les "filles des boucaniers" afin de lever la malédiction qui l'ensorcèle. Mais Walker n'en démord pas et fait pleuvoir sur Barbe-Noire un déluge de reproches. Déçu, celui-ci décide finalement de ne plus se mêler de rien.
Commence alors la dernière épreuve, la course de relais, qui déterminera le vainqueur parmi les quatre collèges participants. Sans le secours du pirate, l'équipe de Godolphin prend rapidement un inquiétant retard sur ses concurrents. Walker, qui mesure la gravité de la situation, réalise qu'il a été un peu trop dur avec Barbe-Noire et prend conscience que l'avenir des "filles des boucaniers" est plus important que ses principes moraux. Repérant le flibustier qui profite tranquillement du spectacle un sandwich à la main, il l'exhorte à finir ce qu'il a commencé. Barbe-Noire s'exécute et grâce à sa dernière manœuvre, l'équipe de Godolphin remporte finalement la compétition, rapportant au passage 45 000 dollars aux "filles des boucaniers" qui peuvent de ce fait rembourser leurs dettes.
Plus tard dans la soirée, Walker est de retour dans sa chambre et fait sa valise lorsque le professeur Baker arrive. Elle l'informe que Silky Seymour refuse de lui verser les 45 000 dollars. Une nouvelle qui contrarie fortement Walker, lequel décide d'aller en personne régler le problème, accompagné par Barbe-Noire et le professeur. Arrivé dans le bureau de Silky, Walker le somme de payer ce qu'il doit mais le gangster refuse toujours. Il offre cependant une alternative au professeur : il lui rend les 900 dollars du pari et lui propose de les jouer à la roulette pour les faire fructifier. Si le professeur Baker refuse, Walker, lui, est séduit par la proposition et accepte ; il sait que grâce à Barbe-Noire, ils auront vite fait de récupérer leur argent. Au cours de la partie, le pirate intervient à chaque mise pour assurer aux deux protagonistes les gains nécessaires au remboursement de l'hypothèque. Même lorsque le croupier tente à son tour de tricher, Barbe-Noire parvient à sauver la situation et permet au professeur ainsi qu'à Walker d'obtenir le montant dont ils ont besoin. Mais le trio ne tarde pas à se heurter à Silky et ses hommes, bien décidés à les empêcher d'apporter l'argent aux "filles des boucaniers". Barbe-Noire se charge de neutraliser les malfaiteurs, pendant que Walker s'enfuit avec le professeur Baker. Ils arrivent juste à temps à l'auberge pour donner la somme au banquier.
La présidente des "filles des boucaniers", Emily Stowecroft, invite Walker à brûler l'hypothèque, ce que ce dernier refuse de faire, arguant que cet honneur ne lui revient pas. Alors qu'il est rejoint par Barbe-Noire, il enseigne aux dames ainsi qu'au professeur la formule permettant d'invoquer le fantôme du pirate, qui apparaît devant leurs yeux émerveillés. Barbe-Noire se saisit de l'hypothèque qu'il jette dans les flammes, ce qui a pour conséquence de le libérer de la malédiction jetée par son ancienne femme. Après des adieux émouvants, il rejoint ses matelots dans l'au-delà tandis que le professeur Baker déclare son amour à Walker.

## Fiche technique
- Titre : Le Fantôme de Barbe-Noire
- Titre original : Blackbeard's Ghost
- Réalisation : Robert Stevenson, assisté de Paul Cameron et Robert Webb ; Arthur J. Vitarelli (seconde équipe)
- Scénario : Bill Walsh et Don DaGradi, d'après le livre de Ben Stahl
- Direction artistique : Carroll Clark et John B. Mansbridge
- Montage : Robert Stafford
- Décors : Hal Gausman ; Peter Ellenshaw (matte painting)
- Costumes : Bill Thomas (conception), Chuck Keehne, Neva Rames
- Maquillages : Gordon Hubbard
- Coiffures : La Rue Matheron
- Photographie : Edward Colman
- Effets spéciaux : Robert A. Mattey, Eustace Lycett
- Son : Robert O. Cook (supervision) ; Dean Thomas (mixage)
- Musique : Robert F. Brunner (image) ; Evelyn Kennedy (musique)
  - Orchestrations : Cecil A. Crandall
  - Chansons : Steady, Boy, Steady et For He's Jolly Good Fellow
- Production : Walt Disney ; Bill Walsh (coproducteur)
- Société de production : Walt Disney Productions
- Société de distribution : Buena Vista Distribution
- Pays de production :  États-Unis
- Langue : anglais
- Format : couleurs - 35 mm - 1,75:1 - Son mono
- Genre : comédie fantastique
- Durée : 106 minutes
- Dates de sortie :
  - États-Unis : 8 février 1968
  - France : 13 septembre 1968

Sauf mention contraire, les informations proviennent des sources suivantes : Leonard Maltin, Dave Smith, Mark Arnold, IMDb
- Affiche : Jouineau Bourduge (France)

## Distribution
- Peter Ustinov (VF : Claude Bertrand) : Barbe Noire
- Dean Jones (VF : Dominique Paturel) : Steve Walker
- Suzanne Pleshette (VF : Lily Baron) : Pr Jo Anne Baker
- Elsa Lanchester (VF : Lita Recio) : Emily Stowecroft
- Joby Baker (VF : Raymond Loyer) : Silky Seymour
- Elliott Reid (VF : Michel Gudin) : Mel Willis, le commentateur
- Richard Deacon (VF : Jean Martinelli) : Dean Wheaton
- Norman Grabowski : Virgil
- Kelly Thordsen (VF : Pierre Collet) : l'officier à moto
- Michael Conrad (VF : Henry Djanik) : Pinetop Purvis
- Herbie Faye : Harry, le croupier de la roulette
- George Murdock : l'arbitre
- Hank Jones : Gudger Larkin
- Ned Glass : Pops, le caissier
- Gil Lamb : le serveur
- Alan Carney : le barman
- Ted Markland : Charles
- Lou Nova : Leon
- Charlie Brill : Edward
- Herb Vigran : Danny Oly
- William Fawcett : M. Ainsworth, un fonctionnaire de la banque
- Betty Bronson, Elsie Baker, Kathryn Minner, Sara Taft : des vieilles dames
- Phil Arnold : le vendeur de pop-corn
- Paul Bradley : le maître d’hôtel
- Richard Collier : le vendeur de billet
- Gertrude Flynn : Mme Starkey
- Byron Foulger : M. Harrison, le premier soumissionnaire
- Paul Genge : le directeur du casino
- George Golden : un homme aux enchères
- Harry Harvey : M. Finch, le troisième soumissionnaire
- Ralph Montgomery : un reporter
- Ray Reese : Godolphin member, Track and Javelin
- Bing Russell : Second track meet official

Source : Leonard Maltin, Dave Smith, Mark Arnold et IMDb

## Sorties au cinéma
Sauf mention contraire, les informations suivantes sont issues de l'Internet Movie Database.
- États-Unis : 8 février 1968
- Brésil : 12 juillet 1968
- Irlande : 2 août 1968
- Allemagne de l'Ouest : 16 août 1968
- Pays-Bas : 5 septembre 1968
- France : 13 septembre 1968
- Suède : 30 septembre 1968
- Danemark : 9 octobre 1968
- Finlande : 11 octobre 1968
- Japon : 24 décembre 1968
- Espagne : 15 septembre 1969 (Madrid)
- Islande : 14 mars 1970
- Uruguay : 6 juillet 1970 (Montevideo)

## Origine et production
Le film est tiré du roman de Ben Stahl Le Fantôme de Barbe-Noire (Blackbeard's Ghost) qui raconte l'histoire d'
Edward Teach, plus connu sous son nom de piraterie, Barbe Noire dont le fantôme serait toujours présent. Dean Jones et Suzanne Pleshette, qui avaient déjà tous deux joué dans Quatre Bassets pour un danois (1966), retourneront par la suite ensemble dans Un candidat au poil (1976), deux productions des studios Disney. Disney fait appel à Peter Ustinov pour le rôle-titre, un revenant utilisant son pouvoir d’invisibilité pour aider un jeune entraîneur sportif. Dean Jones explique que dans la plupart des films de Disney auxquels il a participé il n'avait pas besoin de jouer car il lui suffisait de rester naturel. Hank Jones fait dans le film sa première apparition dans une production Disney, dans le rôle d'un coureur. Il s'est blessé durant le tournage à cause des filins utilisés pour simuler le vol, qui se sont détachés et l'ont fait chuter de 3 m sur Peter Ustinov.
Walt Disney est mentionné comme producteur du film, malgré son décès plus d'un an avant la sortie du film. Toutefois lors d'une de ses dernières apparitions le 27 octobre 1966, il évoque le film,  et l'actrice Suzanne Pleshette se souvient d'un homme venu sur le plateau de tournage avec un teint pâle et maladif, comme la plupart des malades atteints d'un cancer.
Le drapeau utilisé comme celui de Barbe Noire dans le film ne serait pas celui du pirate mais d'un autre.

## Sortie et accueil
Le film est un succès important avec plus de 21 millions d'USD de revenus et une ressortie en 1976,. Il n'est diffusé à la télévision qu'en 1982. Il sort en vidéo en 1982 et en 1990.
Une réplique du portrait de Barbe Noire fait partie du décor de l'attraction Pirates of the Caribbean.

## Analyse
Leonard Maltin qualifie le film de « comédie fantastique ». Dave Smith évoque une comédie super-naturelle qui reforme l'équipe Dean Jones et Suzanne Pleshette après Quatre Bassets pour un danois (1966). Selon Dave Smith, ce duo et l'extravagance joviale de Peter Ustinov ont fait du film un succès en salles. 
Mark Arnold précise que Maltin ne développe pas l'analyse du film, peut-être pour finir son anthologie des films produits par Disney (de son vivant) par une note luxueuse avec Le Plus Heureux des milliardaires (1967) et non par une comédie légère. Arnold associe le succès du film à la présence de Dean Jones et Suzanne Pleshette qui avaient déjà tourné ensemble comme mari et femme avec une forme d'alchimie entre les deux acteurs - mais ils ne sont pas mariés dans ce film. 
Un autre élément du succès est le personnage du fantôme malicieux, créant le chaos grâce à de nombreux effets spéciaux.